# Jörg Hartung (Tiermediziner)
Jörg Hartung (* 5. November 1944 in Marienwerder) ist ein deutscher Tierarzt und Professor im Ruhestand für Tierhygiene, Tierschutz und Nutztierethologie an der Tierärztlichen Hochschule Hannover.

## Ausbildung und berufliche Laufbahn
An der FU Berlin absolvierte Jörg Hartung sein Studium der Tiermedizin. 1976 wechselte er an die Tierärztliche Hochschule Hannover. Dort promovierte er 1977 mit einer Arbeit zur Analyse von Stallluft zum Dr. med. vet. und habilitierte sich 1988; die dazu eingereichte Schrift kam wieder aus dem Themenkreis Stallluft.
Ab 1991 arbeitete Hartung in der Leitung der Abteilung Umwelt des Silsoe Research Institute in England. 1993 wurde er C4-Professor für Tierhygiene, Tierschutz und Nutztierethologie an der Tierärztlichen Hochschule Hannover und Leiter des zugehörigen Instituts. Im August 2013 trat Jörg Hartung in den Ruhestand.
An der Universidade de São Paulo hielt Jörg Hartung zu einem Teil des Jahres von 2014 bis 2017 Vorlesungen als Gastprofessor.

## Wissenschaftliche Arbeit
Im Zentrum von Hartungs Forschungsarbeit stehen die Umweltbedingungen, die in der Nutztierhaltung von Bedeutung sein können. Er untersuchte ihre Einflüsse auf die Tiergesundheit und das darüber hinausgehende Wohlbefinden der Tiere. Die Wirkungen, die von der Nutztierhaltung auf die in der Landwirtschaft tätigen Personen ausgehen, und ihre allgemeinen Wirkungen auf die Umwelt sind ein weiterer Themenkreis seiner Forschung.
Besonderes Augenmerk legt Hartung auf die Luft in den Ställen, Mikrobenbelastung, die Bewegungsfreiheit der Tiere im Stall und auf dem Transport, die Bedingungen bei der Schlachtung und den Einfluss von Medikamenten. Hartungs Forschung berücksichtigt dabei auch Fragen der Nutztierleistung. Im Hinblick auf Probleme der artgemäßen und tierschutzgerechten Haltung heutiger Höchstleistungstiere plädiert er dafür, die Züchtung von Nutztieren weniger am Ertrag auszurichten, sondern mehr an Tiergesundheit und -wohlbefinden.
Auf methodischem Gebiet forscht Hartung zur Erprobung und Weiterentwicklung von Erfassungsinstrumenten für chemische, physikalische und biologische Parameter und von Instrumenten zur Tierbeobachtung.
Hartung ist Mitinhaber von drei Patenten.

## Gremienarbeit
Jörg Hartung arbeitete in nationalen und internationalen Fachgesellschaften für das Tierwohl mit, beriet die Bundesregierung in Fragen des Tierschutzes und des Arbeitsschutzes, wirkte bei der Erstellung von Normungen mit und vertrat das Tierwohl auch in Kommissionen auf europäischer Ebene. Im Einzelnen hat er in folgenden Gremien mitgearbeitet:
- Vorsitzender der Internationalen Gesellschaft für Tierhygiene, ISAH, ab 2010,[11] seit 2022 Ehrenmitglied[12]
- Leiter der Fachgruppe „Hygiene“ der Deutschen Veterinärmedizinischen Gesellschaft, DVG
- Vorsitzender der Tierschutzkommission beim Bundesministerium für Ernährung, Landwirtschaft und Verbraucherschutz
- Wissenschaftliches Beiratsmitglied Ausschuss für biologische Arbeitsstoffe, ABAS, beim Bundesministerium für Arbeit und Soziales[2]
- Vorsitzender der Arbeitsgruppe „Wirkungen von Luftverunreinigungen auf landwirtschaftliche Nutztiere und die von ihnen stammenden Lebensmittel“ der VDI/DIN-Kommission Reinhaltung der Luft[13]
- Gründer des Europäischen Forums der Tierschutzkommissionen der Europäischen Länder, EuroFawc[2]
- Mitglied im wissenschaftlichen Gremium für Tiergesundheit und Tierschutz, von 2006 bis 2012 stellvertretender Vorsitzender der Europäischen Behörde für Lebensmittelsicherheit (EFSA)[14]

Zwölf Jahre lang war Hartung Schriftleiter der Deutschen Tierärztlichen Wochenschrift.

## Schriften
Researchgate verzeichnet 308 Publikationen unter Beteiligung Jörg Hartungs.
Monografien
- Ergänzung und Anpassung eines Probenahmeverfahrens zur Erfassung von Fremdgasen aus Stalluft mit der Gaschromatographie. Tierärztliche Hochschule Hannover 1977 (Dissertation).
- Zur Einschätzung der biologischen Wirkung von Spurengasen der Stalluft mit Hilfe von zwei bakteriellen Kurzzeittests. VDI-Verlag, Düsseldorf 1988, ISBN 978-3-18-145615-6 (zugleich Habilitationsschrift Tierärztliche Hochschule Hannover 1987)..
- Mit Jens Seedorf: Stäube und Mikroorganismen in der Tierhaltung. Landwirtschaftsverlag, Münster 2002, ISBN 3-7843-2145-3 (=KTBL-Schrift Nummer 393, Kuratorium für Technik und Bauwesen in der Landwirtschaft e.V. (KTBL), Darmstadt).
- Als Herausgeber mit Thomas Banhazi und Andres Aland: Air Quality and Livestock Farming. CRC Press, Boca Raton, Florida 2018, ISBN 978-1-138-02703-9.

## Ehrungen und Auszeichnungen
- Wilma von Düring-Forschungspreis der Freunde und Förderer der Veterinärmedizin an der Freien Universität Berlin[2]
- Ehrenplakette des Vereins Deutscher Ingenieure, 2011[13]
- Ehrendoktorwürde der Schwedischen Universität für Agrarwissenschaften, SLU; In Uppsala, 2010[15]
- Ehrendoktorwürde der Naturwissenschaftlichen Universität Breslau, 2019[16]
- Professor-Niklas-Medaille des Bundesministeriums für Ernährung und Landwirtschaft, 2020[14]
- Ehrendoktorwürde der Universität Sao Paulo, Brasilien, 2021[17]
- Bundesverdienstkreuz am Bande, 2024[18]